# I. Frigyes Vilmos porosz király
I. Frigyes Vilmos (németül: Friedrich Wilhelm I.; Berlin, Porosz Királyság, 1688. augusztus 14. – Potsdam, Porosz Királyság, 1740. május 31.), a Hohenzollern-házból származó porosz királyi herceg, I. Frigyes porosz király és Hannoveri Zsófia Sarolta egyetlen fia, aki apját követvén porosz király és brandenburgi őrgróf, valamint német-római választófejedelem 1713-tól 1740-ben bekövetkezett haláláig. II. Nagy Frigyes porosz király édesapja.

## Belpolitikája
I. Frigyes Vilmos jelentős államadósságot örökölt apjától, I. Frigyestől, melyet fegyelmezetten törleszteni tudott és uralkodása során rendbe tette az ország pénzügyeit.
Az uralkodó támogatta a gazdaság fejlődését, hajógyárakat építtetett, dohánymonopóliumot vezetett be stb. A bevételeket a hadsereg fejlesztésére fordította elsősorban.
Frigyes Vilmos számos telepest hívott országába. Csak a salzburgi püspökség területéről mintegy 1500 protestáns telepes érkezett porosz földre és Brandenburgba. Berlinbe jelentős számban érkeztek csehek, akik fontos szerepet játszottak a textilipar fejlesztésében.
A király protekcionista gazdaságpolitikát folytatott, mely azonban lassanként majdhogynem rendőrállammá változtatta Poroszországot. A lakosságnak meg volt tiltva, hogy külföldi textilből készítsen ruhát, és az uralkodó elrendelte a külföldi kelmék megsemmisítését.
A tudományokat és művészetet I. Frigyes Vilmos nem támogatta, ezeket inkább gúnyolta. Elhíresült mondása Leibnizről: „Teljesen haszontalan ember, aki arra is alkalmatlan, hogy tisztességesen álljon a strázsán.”
A családban tartott fegyelem és szigor miatt összetűzésbe került fiával és örökösével, a későbbi II. (Nagy) Frigyes királlyal.

## Külpolitikája
A spanyol örökösödési háborút lezáró utrechti békében (1713) Poroszországhoz csatolták Geldernt, Limburgot és a lengyel Stettint.
A svédek ellen vívott északi háborúban megszerezte Poroszország számára Elő-Pomerániát (1720).

### Poroszország katonai hatalma
I. Frigyes Vilmos uralkodása alatt a Porosz Királyság Európa negyedik legnagyobb katonai hatalmává vált. 89 000 katonát tartottak hadrendben ebben az időszakban. A militarizmus abban is kifejezésre jutott, hogy I. Frigyes Vilmos volt az első olyan uralkodó, aki egész életében tiszti egyenruhát viselt.

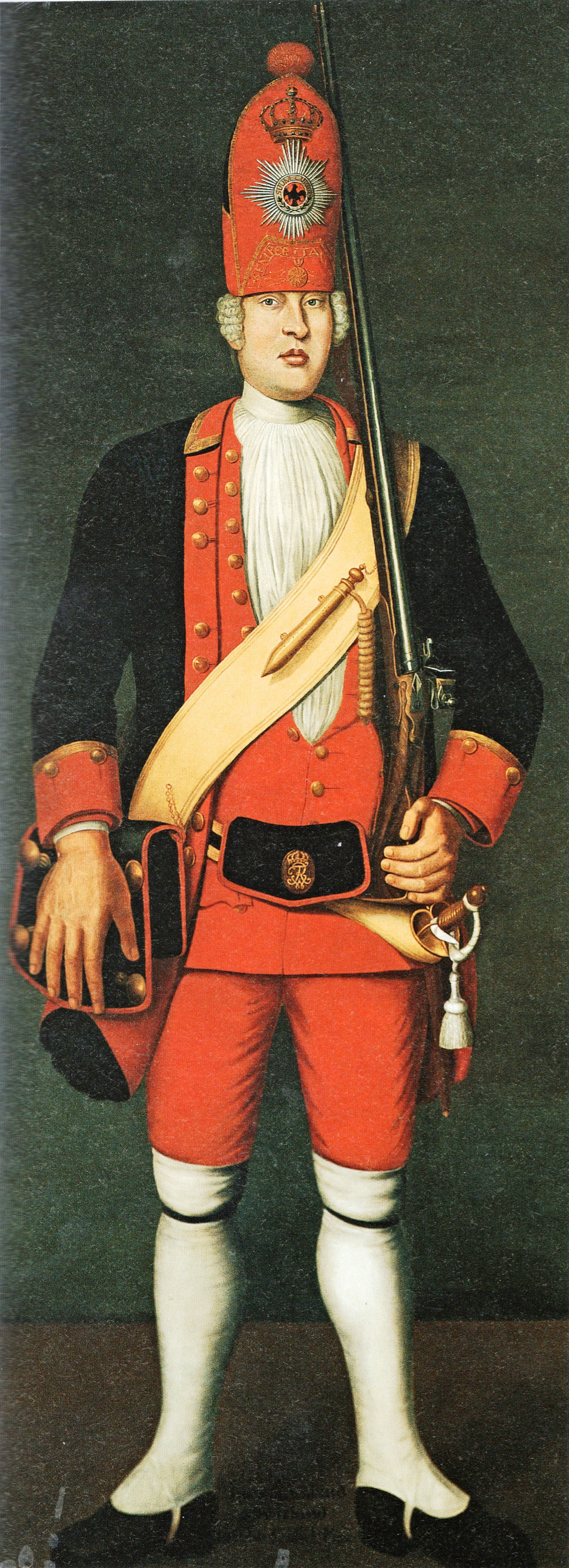
Porosz gránátos 1718-ban a 6. gyalogezredből (Infanterieregiment No. 6), a híres óriásgárdából (Riesengarde), vagyis a „hosszú fiúk” (Lange Kerls) sorából.

## Házassága, utódai

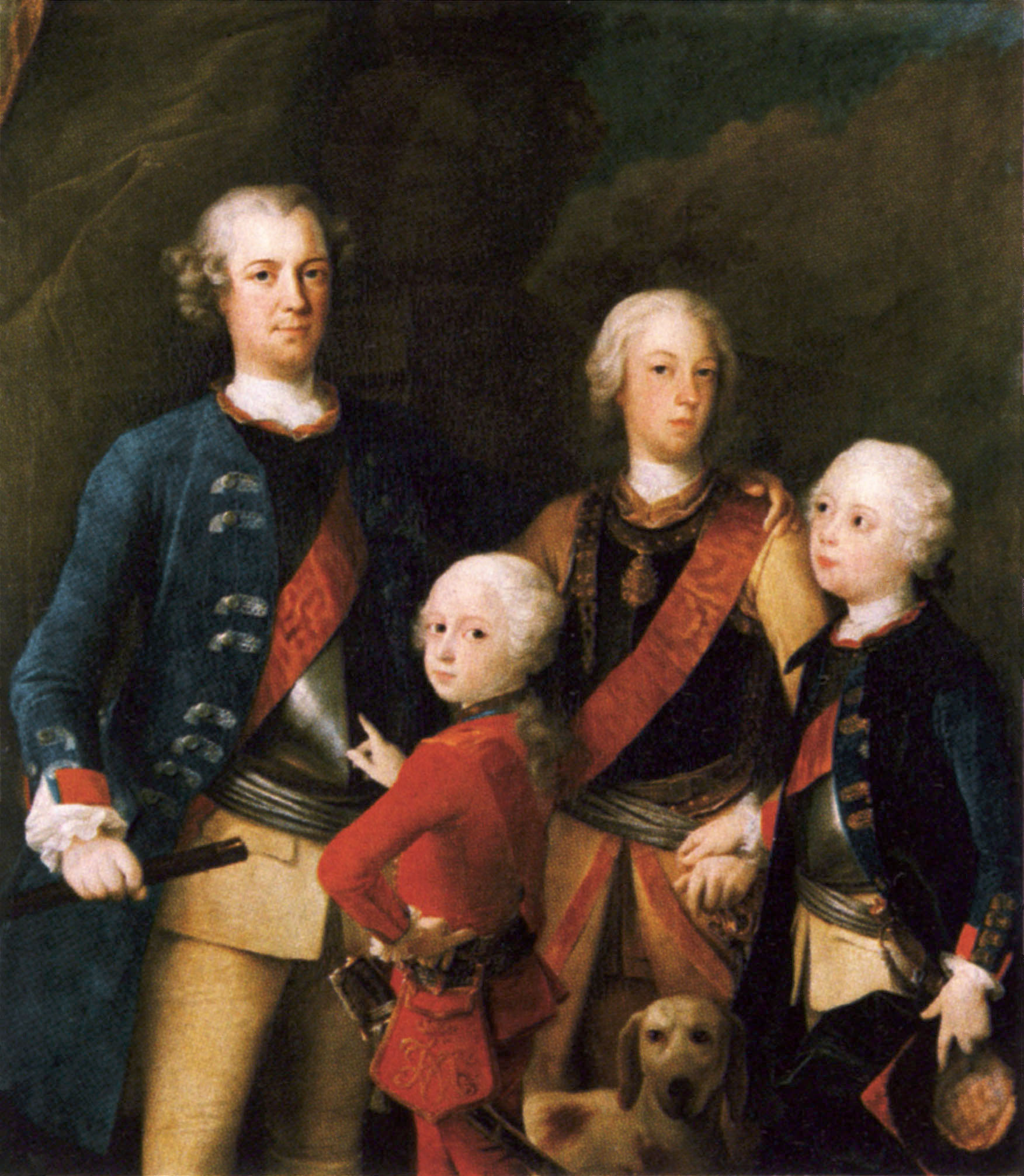
I. Frigyes Vilmos király fiai, 1737 (Francesco C. Rusca festménye)

Még trónörökös korában, 1706. június 14-én Frigyes Vilmos herceg eljegyezte Zsófia Dorottya hannoveri hercegnőt (1687–1757), György hannoveri választófejedelem (a későbbi I. György brit király) és Zsófia Dorottya braunschweig–lüneburgi hercegnő (1666–1726) leányát, a későbbi II. György brit király húgát. Ez év november 13-án Cölln an der Spree városában megtartották az esküvőt. A házasságból 14 gyermek született, 10-en érték meg a felnőttkort:
- Frigyes Lajos (1707–1708), kisgyermekként meghalt.
- Vilma (Wilhelmine, 1709–1758), aki 1731-ben III. Frigyes brandenburg-bayreuthi őrgróf (1711–1763) felesége lett.
- Frigyes Vilmos koronaherceg (1710–1711), kisgyermekként meghalt.
- Frigyes (1712–1786), utóbb II. Frigyes porosz király, Brandenburg választófejedelme, aki 1733-ban Erzsébet Krisztina braunschweig-wolfenbütteli hercegnőt (1715–1797) vette feleségül.
- Sarolta Albertina (1713–1714), kisgyermekként meghalt.
- Friderika Lujza (1714–1784), aki 1729-ben Károly Vilmos brandenburg-ansbachi őrgrófhoz (1712–1757) ment feleségül.
- Filippina Sarolta (1716–1801), aki 1733-ban I. Károly braunschweig-wolfenbütteli herceg (1713–1780) felesége lett.
- Lajos Károly Vilmos (1717–1719), kisgyermekként meghalt.
- Zsófia Dorottya Mária (1719–1765), 1734-től Frigyes Vilmos brandenburg-schwedti őrgróf (1700–1771) felesége.
- Lujza Ulrika (1720–1782), aki 1744-ben Adolf Frigyes svéd királyhoz (1710–1771) ment feleségül.
- Ágost Vilmos (1722–1758), aki 1742-ben Lujza Amália braunschweig-wolfenbütteli hercegnőt (1722–1780) vette feleségül. Az ő fiuk lett II. Frigyes Vilmos porosz király.
- Amália (1723–1787), főapátnő Quedlinburgban.
- Henrik herceg, hadvezér (1726–1802), 1752-ben Vilma hessen–kasseli hercegnőt (1726–1808) vette feleségül.
- Ágost Ferdinánd (1730–1813), 1755-től Anna Erzsébet Lujza brandenburg-schwedti hercegnő (1738–1820) férje.